# Die Abenteuer des Till Ulenspiegel
Die Abenteuer des Till Ulenspiegel (Originaltitel: Les Aventures de Till L’Espiègle) ist ein deutsch-französischer Abenteuerfilm aus dem Jahr 1956, der als Koproduktion der DEFA und der Ariane-Film entstand. Als literarische Vorlage diente der Roman Die Legende und die heldenhaften, fröhlichen und ruhmreichen Abenteuer von Ulenspiegel und Lamme Goedzak (1867) von Charles De Coster. Die Titelrolle des Volksnarren Till Eulenspiegel spielte Gérard Philipe, der bei dem Film das einzige Mal in seiner Karriere auch als Regisseur zum Einsatz kam.

## Handlung
Im 16. Jahrhundert leidet die Bevölkerung der niederländischen Provinz Flandern unter den spanischen Besatzern. Brandschatzend und mordend ziehen die Soldaten Philipps II. durchs Land. Als in Damme der Vater des bisher unbekümmerten Volksnarren Till Eulenspiegel nach einem Aufstand gegen die Besatzungsmacht von der Spanischen Inquisition auf dem Scheiterhaufen verbrannt wird, entschließt sich Till, für die Freiheit der flämischen Bevölkerung zu kämpfen. Auf seinen Aufruf hin beginnen die Flamen, sich gegen die spanischen Soldaten zu wehren.
Unterdessen gelingt es Till mit Witz und List, Hofnarr des spanischen Herzogs von Alba zu werden und so den Plänen seiner Feinde auf die Schliche zu kommen. Sollten der Prinz von Oranien und die flämischen Edelleute nicht den Eid auf den spanischen König schwören, will von Alba sie der Gotteslästerung anklagen und zum Tode verurteilen lassen. Als sich von Oranien und seine Getreuen bis auf wenige Ausnahmen weigern, den Eid zu schwören, und von Alba ihnen seine Soldaten hinterherschickt, bringt Hofnarr Till einen Edelmann auf spanischer Seite dazu, auf ein Pulverfass zu schießen, sodass eine Zugbrücke zerstört wird und die Soldaten nicht die Verfolgung aufnehmen können.
Von Oranien ruft schließlich zum Kampf der Geusen gegen die Spanier auf. Der Flame Stahlarm und seine Männer weigern sich jedoch, zu diesem Zweck einen Fluss zu überqueren. Um Stahlarm dazu zu bewegen, sich nass zu machen, fängt Till mit ihm einen Streit an. Wütend verfolgt ihn Stahlarm auf den Flügel einer Windmühle. Till bringt die Flügel zum Drehen und schleudert so Stahlarm in den Fluss. Dieser gibt schließlich nach und ruft seine Männer auf, ihm durch den Fluss zu folgen. Till stellt sich daraufhin von Oranien vor und soll dann in dessen Auftrag im ganzen Land die Stunde der Freiheit verkünden.
Im Winter kehrt Till heimlich nach Damme zurück, wo er nach langer Zeit endlich seine Verlobte Nèle wiedersieht. Ein eifersüchtiger Kaufmann erkennt ihn und ruft sofort die spanischen Soldaten herbei. Till flieht und trifft dabei auf den Kaufmann, der ihm – um sein Leben bangend – all sein Gold geben will. Als der Kaufmann davonläuft, halten ihn die spanischen Soldaten für Till und erschießen ihn. Der Herzog von Alba berät derweil mit seinen Gefolgsleuten, wie er die Aufständischen niederringen kann. Ein junger Hauptmann namens Juan erklärt sich bereit, auf den Prinzen von Oranien ein Attentat zu verüben.
Als Hauptmann Juan auf einem von Pferden gezogenen Schlitten bereits unterwegs ist, berichtet ein flämischer Spitzel Till und dessen Leuten von dem geplanten Attentat. Till reitet Juan hinterher; seine Männer folgen ihnen mit Schlittschuhen auf einem Fluss. Zwar gelingt es Till, Juan einzuholen und auf dessen Schlitten zu springen, doch als er vom Schlitten fällt, muss auch er die Verfolgung auf Schlittschuhen fortsetzen. Dabei entkommen Till und seine Männer einer spanischen Truppe. Juan gelingt es schließlich, sich bei einer Versammlung unter die Zuhörer zu schleichen, während von Oranien die Unabhängigkeit Flanderns erklärt. Als Juan mit einer Pistole auf den Prinzen zielt, trifft Till ebenfalls ein und verhindert das Attentat. Die Truppen des Prinzen treten mit vereinten Kräften schließlich als Sieger hervor, worauf sich die Spanier gezwungen sehen, ihre Truppen aus Flandern abzuziehen. So kann Till mit seiner Verlobten Nèle endlich einer friedlichen und glücklichen Zukunft entgegenblicken.

## Hintergrund
Hauptdarsteller Gérard Philipe kam bereits 1949 auf die Idee, Charles De Costers Roman über Till Eulenspiegel zu verfilmen. Es dauerte jedoch sieben Jahre, bis er Produzenten finden konnte, die sein Projekt unterstützten, da das Buch über Flanderns Freiheitskampf gegen die spanischen Besatzer als zu politisch galt und auch die katholische Kirche mit ihrer Inquisition kritisierte.
Die DEFA hatte ihrerseits seit Ende 1947 an einer Adaption des Stoffes gearbeitet, so waren als Drehbuchautoren unter anderem Bertolt Brecht und Günther Weisenborn im Gespräch gewesen. Zudem versuchte die DEFA seit Beginn der 1950er Jahre, in Spielfilmen auch internationale Künstler auftreten zu lassen. Zwischen 1956 und 1959 entstanden so vier Koproduktionen zwischen der DDR und Frankreich: „Die Anwesenheit weltbekannter Darsteller wie Gérard Philipe […] stärkt das Selbstbewußtsein der DEFA und fördert das internationale Renommee der DDR-Filmkunst“.

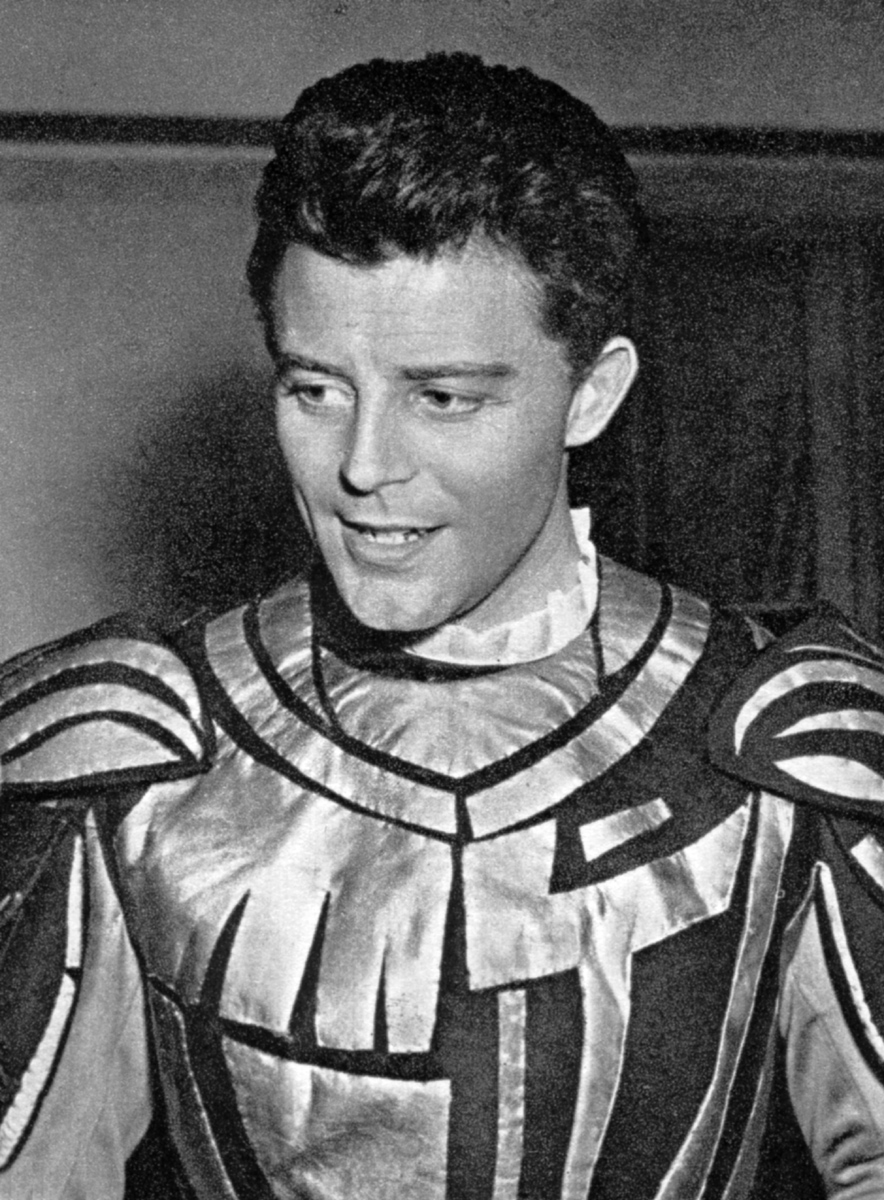
Gérard Philipe (1954)

Die Dreharbeiten des Films fanden 1956 in Schweden, den Niederlanden und in Nizza statt sowie in Raguhn in Sachsen-Anhalt, wo bis heute das örtliche Kulturhaus den Namen „Gérard Philipe“ trägt. Eigentlich sollte der niederländische Dokumentarfilmer Joris Ivens die Regie übernehmen, durch dessen Kontakte letztlich auch die Koproduktion mit der DEFA zustande gekommen war. Aus Termingründen musste er jedoch zu Beginn des Drehs absagen, sodass Gérard Philipe das einzige Mal in seiner Karriere einen Film als Regisseur selbst inszenierte. Ivens stand ihm dabei bisweilen als Berater zur Seite. Die Filmbauten schufen Léon Barsacq und Alfred Tolle. Die Kostüme entwarfen Rosine Delamare und Ingeborg Wilfert.

## Veröffentlichung
Die Filmpremiere von Die Abenteuer des Till Ulenspiegel fand am 7. November 1956 in Paris statt, kurz nachdem der Ungarische Volksaufstand gegen die kommunistische Regierungspartei von der Sowjetarmee niedergerungen worden war, was in Frankreich zu einer großen Welle der Empörung gegen den Ostblock führte. Das französische Publikum reagierte entsprechend, indem es den Film als Koproduktion mit einer ostdeutschen Filmfirma durchfallen ließ.
Die Erstaufführung in der DDR erfolgte am 4. Januar 1957 im Berliner Kino Babylon. Am 5. April 1957 kam der Film unter dem Titel Till Eulenspiegel, der lachende Rebell auch in die bundesdeutschen Kinos. Bereits am 27. Juli 1957 wurde der Abenteuerfilm erstmals im Fernsehen der DDR auf DFF 1 ausgestrahlt. Im Oktober 2009 wurde er im Rahmen einer Retrospektive für Joris Ivens beim Internationalen Leipziger Festival für Dokumentar- und Animationsfilm wiederaufgeführt. Im Jahr 2018 erschien er auf DVD.

## Kritiken
Karl-Eduard von Schnitzler zufolge habe Gérard Philipe als Drehbuchautor „die Pausen zwischen den geistreichen Streichen seines Films mehr schlecht als recht“ gestaltet. Als Regisseur wiederum habe er die Leitung der anderen Darsteller vernachlässigt und in der Hauptrolle, „selbst ohne kontrollierende Führung, […] seinen Fanfan, der Husar“ wiederholt. Dabei stehe er „streckenweise fast peinlich im Vordergrund“.
Das Lexikon des internationalen Films bezeichnete Die Abenteuer des Till Ulenspiegel als „groß angelegte Produktion, die unter Regieschwächen leidet“. Der Film sei „[l]angatmig, aber ausgezeichnet fotografiert“. „Schön anzusehen, aber ziemlich zäh“ lautete auch das Urteil von Cinema. Ralf Schenk schrieb in der Berliner Zeitung, dass der Film letztlich „zu einem turbulenten, aber auch stilistisch unausgewogenen, eklektischen Puzzle“ geraten sei. Als „heiteres Possenspiel mit sozialkritischem Impetus“ könne er jedoch auch heute „noch immer seine Freunde finden“, was vor allem „der glänzenden Besetzung in Nebenrollen“ zu verdanken sei.

## Deutsche Fassung
Eine deutsche Synchronfassung entstand im DEFA-Studio für Synchronisation in Berlin. Das Dialogbuch verfasste Anette Ihnen, die Dialogregie führte Johannes Knittel.
| Rolle             | Darsteller         | Synchronsprecher        |
| ----------------- | ------------------ | ----------------------- |
| Till              | Gérard Philipe     | Dietrich Haugk          |
| Herzog von Alba   | Jean Vilar         | Adolf Peter Hoffmann    |
| Claes             | Fernand Ledoux     | Paul R. Henker          |
| Nèle              | Nicole Berger      | Hannelore Freudenberger |
| Lamme             | Jean Carmet        | Walter Lendrich         |
| Kardinal          | Jean Debucourt     | Alfred Haase            |
| Stahlarm          | Erwin Geschonneck  | Erwin Geschonnek        |
| Prinz von Oranien | Wilhelm Koch-Hooge | Wilhelm Koch-Hooge      |
| Grippesous        | Raymond Souplex    | Sigurd Lohde            |
| Esperanza         | Françoise Fabian   | Brigitte Olm            |
| Soetkin           | Elfriede Florin    | Elfriede Florin         |
| Katheline         | Marga Legal        | Marga Legal             |
| Hauptmann Juan    | Robert Porte       | Rolf Defrank            |
| Marnix            | Henri Nassiet      | Hans-Albert Martens     |
| Jan               | Joé Davray         | Jochen Thomas           |
| von Berlemont     | Yves Brainville    | Harry Hindemith         |